# NGC 846
NGC 846 este o galaxie spirală situată în constelația Andromeda. A fost descoperită în 22 noiembrie 1876 de către Édouard Stephan⁠(d).